# Буреньонгенс
Буреньонгенс (нидерл. boerenjongens — букв. «деревенские парни») — голландский праздничный десерт, в частности, рождественский; изюм, вымоченный в бренди со специями Особенно популярен среди старшего поколения голландцев. Буреньонгенс популярен с мороженым, блинчиками и другой выпечкой. В городе Гронингене и других городах в глубинке, таких как Энсхеде, часто продается мороженое со вкусом буреньонгенс. «Буреньонгенс» также называется алкогольный напиток из изюма и бренди. В Восточной Фризии крепкий алкогольный напиток из выдержанной в течение нескольких недель смеси из водки, рома с изюмом и фруктовым сахаром носит название «бобовый суп» и считается праздничным угощением по случаю появления на свет новорождённого.
С голландскими иммигрантами десерт попал в США, где вместо бренди стали использовать виски. Аналогичный, но более сладкий, десерт и напиток из сушёных абрикосов (кураги) называется «буренмейшес» (нидерл. boerenmeisjes — букв. «деревенские девчонки»). Существуют коктейли на основе этих напитков — boerenjongens cocktail, boerenmeisjes cocktail.